# Bizous
Bizous é uma comuna francesa na região administrativa de Occitânia, no departamento dos Altos Pirenéus. Estende-se por uma área de 3,18 km², Em 2010 a comuna tinha 117 habitantes (densidade: 36,8 hab./km²)..